# Foreclosure of a Dream
Foreclosure of a Dream — песня американской хэви-метал-группы Megadeth с альбома Countdown to Extinction, выпущенного в 1992 году. Песня вышла в виде сингла и достигла 30-й строчки в чарте «Mainstream Rock Tracks».
«„Foreclosure of a Dream“ о том, что случилось с моей семьей в Хартлэнде [Миннесота]. Запрет на мечту может случиться по финансовым или духовным причинам. Хотя редко, когда по финансовым. Но когда это случается, это имеет много общего с политикой и прочим дерьмом такого типа. В данном случае песня говорит о потере фермы, но большинство народа может отнести это к рецессии» (Дэвид Эллефсон, 2002 год).

## Список композиций
1. Foreclosure of a Dream — 4:20
2. Skin o' My Teeth (концерт) — 4:02
3. Foreclosure of a Dream (альтернативная версия) — 4:00

Европейская версия также содержала песню «Symphony of Destruction (Gristle Mix)».

## Участники записи
- Дэйв Мастейн — соло-гитара, вокал
- Марти Фридмен — соло-гитара, бэк-вокал
- Дэвид Эллефсон — бас-гитара, бэк-вокал
- Ник Менца — барабаны, бэк-вокал